# Bielsko-Biała Północ
Bielsko-Biała Północ – przystanek kolejowy w Bielsku-Białej, w województwie śląskim, w Polsce.

## Ruch pasażerski
| Rok  | Wymiana pasażerska na dobę |
| ---- | -------------------------- |
| 2017 | 50-99                      |
| 2022 | 100-149                    |

## Historia

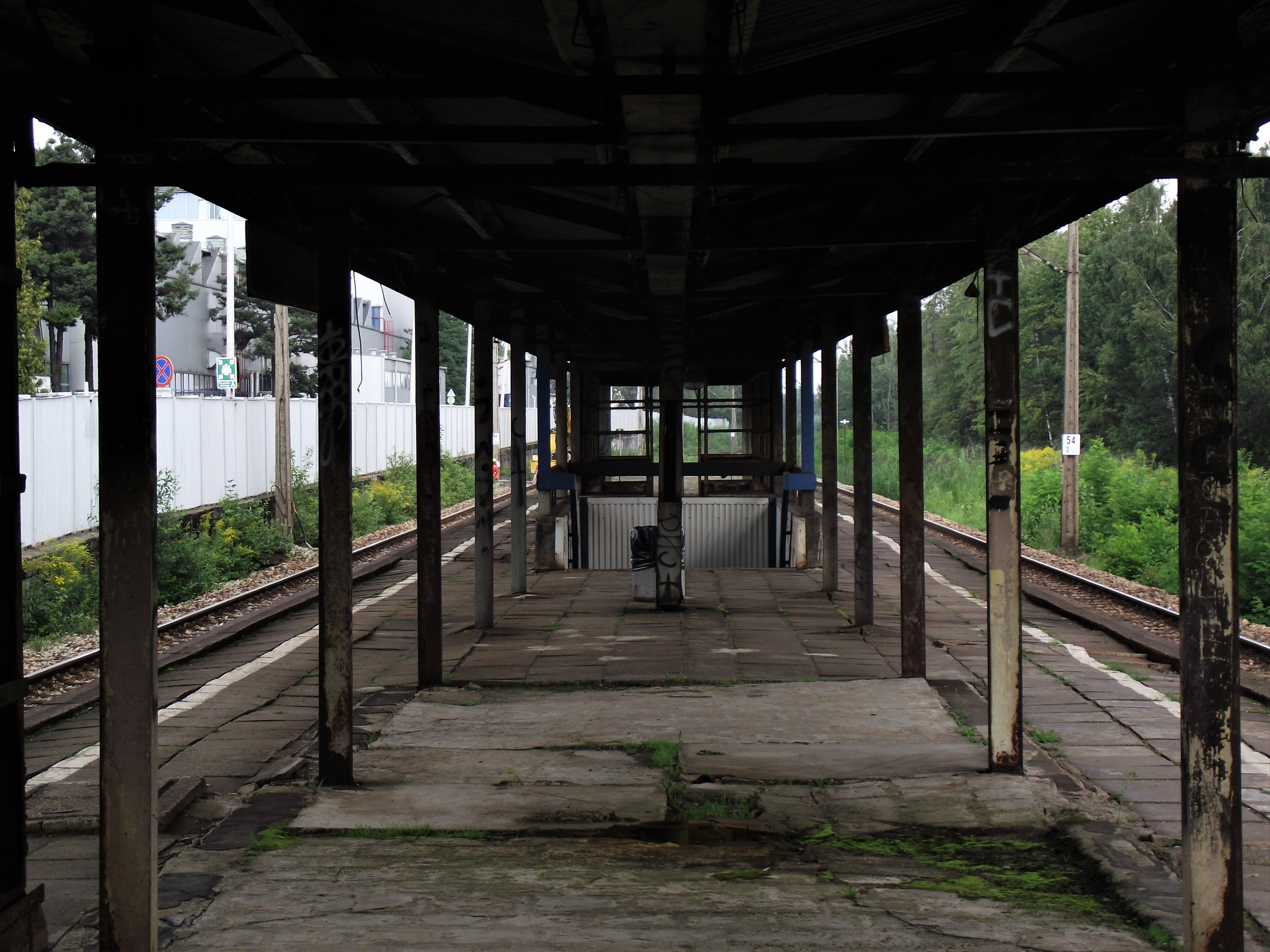
Wygląd przystanku przed przebudową (2016)

Przystanek kolejowy został otwarty w 1973 roku głównie dla pracowników pobliskiej Fabryki Samochodów Małolitrażowych w Bielsku-Białej,  dojeżdżających pociągiem z okolic Żywca, Zwardonia i Suchej Beskidzkiej. Na peronie wybudowano przejście podziemne wraz z dodatkowym wejściem do zakładu. Pod wiatą zabudowano przeszklone poczekalnie i szalety, które zostały kompletnie zdewastowane, szalety później zlikwidowano. Na przełomie roku 2020 i 2021 został zmodernizowany. Wówczas została zabudowana nowa nawierzchnia z płyt betonowych wraz ze ścieżkami dla osób niewidomych i słabowidzących. 
Zdewastowana wiata oraz elementy infrastruktury zostały zlikwidowane. W zamian zainstalowano mniejsze wiaty i elementy małej architektury z oświetleniem. Dodatkowo peron został skrócony.
Od 11 czerwca 2023 do 15 czerwca 2025 obsługa przystanku była zawieszona w związku z przebudową wiaduktu drogowego w ciągu ulicy Kwiatkowskiego. Przy okazji przebudowy wiaduktu wyposażono przystanek w windę, czyniąc go dostępnym dla osób o ograniczonej możliwości poruszania się.